# Première République (Philippines)
Pour les articles homonymes, voir Première République et République des Philippines (homonymie).
23 janvier 1899 – 1er avril 1901
(2 ans, 2 mois et 9 jours)
Entités précédentes :
- Indes orientales espagnoles
- Capitainerie générale des Philippines

Entités suivantes :
- Gouvernement insulaire des Îles Philippines

La république des Philippines (en espagnol República Filipina ; en tagalog Republika ng Pilipinas), officieusement précisée Première République et également connue sous le nom de république de Malolos, fut le court régime que connurent les Philippines du 23 janvier 1899 au 23 mars 1901, animé par les indépendantistes durant la guerre américano-philippine.

## Composition du gouvernement
- Président : Emilio Aguinaldo
- Premier ministre : Apolinario Mabini (jusqu'au 7 mai 1899, puis Pedro Paterno)
- Ministre des Affaires étrangères : Apolinario Mabini (puis Felipe Buencamino)
- Ministre de la Finance et de la Guerre : Mariano Trías
- Ministre de l'Intérieur : Teodoro Sandico (jusqu'au 7 mai 1899, puis Severino de las Alas)
- Ministre de la Santé : Gracio Gonzaga
- Ministre de l'Agriculture, de l'Industrie et du Commerce : León María Guerrero
- Ministre de la Finance : Hugo Ilagan
- Ministre de l'Instruction publique :  Águedo Velarde
- Ministre des Travaux publics et des communications : Máximo Paterno